# Trittia

In questa mappa sono mostrati i confini approssimativi delle tre regioni istituite da Clistene

La trittia era una suddivisione amministrativa dell'Attica introdotta con la riforma di Clistene.

## Organizzazione delle trittie
Clistene suddivise il territorio in trenta trittie, unite a tre a tre in dieci tribù. Affinché ogni ceto sociale (contadini, mercanti e nobili) avesse pari importanza, ogni tribù era formata da una trittia della Mesogea (l'entroterra, dove prevalevano gli agricoltori), da una della Paralia (la costa, dove prevalevano i mercanti) e da una dell'asty (l'area urbana, dove prevalevano i nobili).
Le trittie erano a loro volta suddivise in demi.